# Somewhere Else (Marillion)
Somewhere Else è il quattordicesimo album in studio del gruppo musicale britannico Marillion, pubblicato 9 aprile 2007 dalla Intact Records.

## Descrizione
Prodotto da Michael Hunter, l'album venne registrato nel corso del 2006 al Racket Club nel Buckinghamshire, ad eccezione del brano Faith, scritto e registrato l'anno prima.
Il titolo dell'album doveva essere inizialmente 14 ed una copertina con questo numero era già stata preparata. In seguito venne scelto il titolo Somewhere Else ed utilizzata una nuova copertina progettata da Carl Glover con un visualizzatore di panorami con binocolo a gettoni.
Il primo singolo estratto dall'album See It Like a Baby, pubblicato per il download digitale il 26 marzo, ha raggiunto la posizione numero 45 della Official Singles Chart. Il singolo successivo Thankyou Whoever You Are/Most Toys fece meglio, raggiungendo la quindicesima posizione nel Regno Unito, dando ai Marillion la terza Top 20 degli anni 2000 ed il loro secondo miglior singolo da Incommunicado del 1987.

## Tracce
Testi di Steve Hogarth (eccetto dove indicato), musiche di Marillion.
1. The Other Half – 4:24
2. See It Like a Baby – 4:37
3. Thankyou Whoever You Are – 4:48
4. Most Toys – 2:49 (testo: Steve Hogarth, Ale Dozal)
5. Somewhere Else – 7:54
6. A Voice from the Past – 6:24
7. No Such Thing – 4:03
8. The Wound – 7:21
9. The Last Century for Man – 5:55
10. Faith – 4:27

## Formazione
Gruppo
- Steve Hogarth – voce, pianoforte occasionale, percussioni
- Steve Rothery – chitarra
- Pete Trewavas – basso, chitarra elettrica occasionale, chitarra acustica (traccia 10)
- Mark Kelly – tastiera
- Ian Mosley – batteria

Altri musicisti
- Michael Hunter – strumentazione aggiuntiva
- Sam Morris – corno (traccia 10)

Produzione
- Michael Hunter – produzione, registrazione, missaggio
- Roderick Brunton – assistenza tecnica

## Classifiche
| Classifica (2007)      | Posizione massima |
| ---------------------- | ----------------- |
| Francia                | 59                |
| Germania               | 36                |
| Italia                 | 47                |
| Paesi Bassi            | 18                |
| Regno Unito            | 24                |
| Regno Unito (download) | 37                |
| Regno Unito (physical) | 24                |
| Scozia                 | 33                |
| Svizzera               | 83                |